# Åke Bergman
Bengt Åke Lennart Bergman [bɛŋt ˈoːkə lɛnːaʈ ˈbærjman] (* 1950) ist ein schwedischer Umweltchemiker.

## Leben
Bergman ist Professor an der Universität Stockholm und stellvertretender Leiter des dortigen „Department of Materials and Environmental Chemistry“. Sein Fachgebiet ist die organische Umweltchemie, wo er sich insbesondere mit der Expositionsmodellierung gegenüber Schadstoffen wie Persistente organische Schadstoffe (POP) beschäftigt. Forschungsschwerpunkte von Bergman sind endokrine Disruptoren und bromierten Flammschutzmittel.
Bergman spielte im Dokumentarfilm Underkastelsen neben Eva Röse eine Hauptrolle.

## Mitgliedschaften
Bergman war stellvertretender Vorstandsvorsitzender der European Chemical Society (EuCheMS) Division of Chemicals in the Environment sowie des International Panel on Chemical Pollution.